# بخش اممابودا
بخش اممابودا (به سوئدی: Emmaboda kommun) یک ناحیه شهری در سوئد است که در شهرستان کالمار واقع شده‌است.